# Паенда
Габрієла Горн (нар. 25 січня 1988, Дойчландсберг, Штирія), відома як Паенда (Pænda), австрійська співачка, авторка пісень і музична продюсерка. Представляла Австрію на Євробаченні 2019 з піснею «Limits».

## Життєпис
Народилася в січні 1988 року, в Дойчландсберзі, Штирія. В 6 років почала співати в хорі рідного міста. У 14 років Габрієла почала писати пісні й співати в різних поп-рок-групах. Дівчина брала уроки гітари й фортепіано, а у 20-річному віці переїхала до Відня, щоб вивчати поп і джаз музику у Віденському музичному інституті, який закінчила з відзнакою в 2013 році. Паенда записує і пише всі пісні самостійно.

## Кар'єра

### Євробачення
У 2019 році команда музичних експертів і телеведучої ORF обрали Pænda як представницю Австрії на 64-му конкурсі пісні Євробачення в Тель-Авіві з піснею «Limits». Співачка виступила у другому півфіналі конкурсі, де посіла 17 місце (з 18-ти) з 21-м балом, та не кваліфікувалася до фіналу.

## Дискографія
Альбоми
| Назва        | Примітки                                         |
| ------------ | ------------------------------------------------ |
| Evolution I  | - Реліз: 2 лютого 2018 року - Лейбл: Wohnzimmer  |
| Evolution II | - Реліз: 26 квітня 2019 року - Лейбл: Wohnzimmer |

EP
| Назва    | Примітки                                                   |
| -------- | ---------------------------------------------------------- |
| My heart | - Реліз: 27 листопада 2020 року - Лейбл: Sick Kick Records |

#### Сингли
| Назва                                                        | Рік  | Альбом        |
| ------------------------------------------------------------ | ---- | ------------- |
| «Waves»                                                      | 2016 | Evolution I   |
| «Good Girl»                                                  | 2018 | Evolution I   |
| «Paper-thin»                                                 | 2018 | Evolution I   |
| «Limits»                                                     | 2019 | Evolution II  |
| «Like a Domino»                                              | 2019 | Evolution II  |
| «Best of It»                                                 | 2020 | поза альбомом |
| «Want Me Not to Want You»                                    | 2020 | поза альбомом |
| «Perfect Fit»                                                | 2020 | My heart      |
| «Friend Zone»                                                | 2020 | My heart      |
| «Lovers We Knew»                                             | 2021 | поза альбомом |
| «Come Around» (разом з Adam Bü & Moodygee)                   | 2021 | поза альбомом |
| «High and Dry»                                               | 2021 | поза альбомом |
| «All 2 You» (разом з Adam Bü & Moodygee featuring Riley Kun) | 2021 | поза альбомом |

1. 1 2  Paenda revealed as Austria's hope for the Eurovision Song Contest 2019. ESCXTRA.com (амер.). 29 січня 2019. Архів оригіналу за 29 січня 2019. Процитовано 29 січня 2019.
2. ↑  Pænda fährt für Österreich zum Song Contest. Wer ist sie?. derStandard.at. Архів оригіналу за 22 квітня 2019. Процитовано 29 січня 2019.
3. ↑  PÆNDA ist Pop aus Ottakring. MeinBezirk.at. Архів оригіналу за 17 липня 2021. Процитовано 29 січня 2019.
4. ↑  Gabriela. Soulmates (de-DE) . 23 серпня 2012. Архів оригіналу за 30 січня 2019. Процитовано 30 січня 2019.
5. ↑  64. Song Contest: Paenda singt für Österreich. Kurier. Архів оригіналу за 17 липня 2021. Процитовано 29 січня 2019.
6. ↑  Second Semi-Final of Tel Aviv 2019. Eurovision.tv (брит.). Архів оригіналу за 12 серпня 2019. Процитовано 3 березня 2022.